# Авраамов, Георгий Николаевич
Гео́ргий Никола́евич Авраа́мов (18 января 1928 — 4 октября 2004) — потомственный морской офицер, участник Великой Отечественной войны, заместитель командующего Балтийским флотом, начальник Черноморского высшего военно-морского ордена Красной Звезды училища имени П. С. Нахимова, вице-адмирал. После выхода в отставку работал старшим научным сотрудником филиала Центрального военно-морского музея крейсер «Аврора».

## Биография
Родился 18 января 1928 года в Севастополе в семье офицера военно-морского флота Н. Ю. Авраамова и его жены Тамары Николаевны. В январе 1932 года отца назначили преподавателем Военно-морского училища им. М. В. Фрунзе, и вся семья переехала в Ленинград.

### В годы Великой Отечественной войны
В 1941—1943 годах находился в блокадном Ленинграде. Был мобилизован добровольцем и стал рядовым бойцом отряда местной ПВО. Нёс дежурства на крыше дома комсостава ВВМУ, во время налётов вражеской авиации неоднократно тушил зажигательные бомбы.
В январе 1943 года его отца назначили начальником Школы юнг, расположенной на Соловецких островах. Георгий вместе с отцом поехал на Север и стал юнгой. Вместе с ним учился и впоследствии стал его другом будущий писатель-маринист В. С. Пикуль.
В сентябре 1943 года стал курсантом Бакинского военно-морского подготовительного училища. В 1944 году был переведён во вновь созданное Ленинградское военно-морское подготовительное училище, которое возглавил его отец. 1 мая 1945 года участвовал в параде на Дворцовой площади в Ленинграде. 9 февраля 1946 года был награждён медалью «За победу над Германией в Великой Отечественной войне 1941—1945 гг.».

### В послевоенные годы
В 1946 году стал курсантом Высшего военно-морского училища им. М. Ф. Фрунзе. В 1950 году по окончании училища был произведён в лейтенанты и получил назначение для дальнейшего прохождения службы на Балтийский флот (БФ). Службу проходил на эскадренных миноносцах в должности командира группы, командира боевой части, а затем старшим помощником командира корабля. В 1960 был назначен командиром эсминца «Степенный», в 1961 году переведён на должность командира противолодочного корабля ПЛК-9 (проект 159), а в 1965 году был назначен командиром эсминца «Неуловимый» (в 1966 году эсминец был переквалифицирован в большой ракетный корабль).

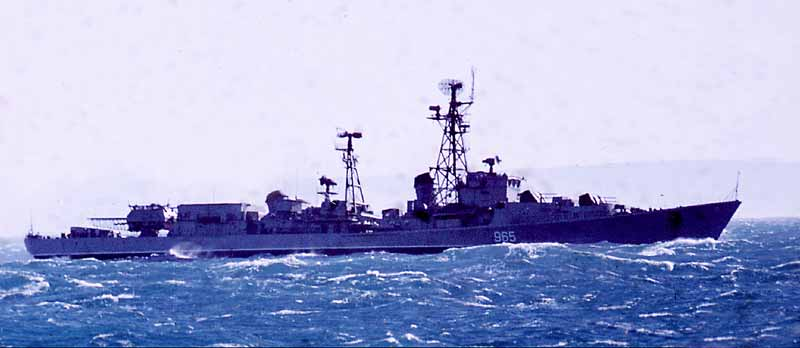
БРК «Неуловимый»

В 1966 году заочно окончил Военно-морскую академию. В 1967 году был назначен начальником штаба, а затем командиром бригады десантных кораблей Балтийской военно-морской базы (ВМБ). В 1971 году был назначен начальником штаба Лиепайской ВМБ. С 1974 года исполнял должность заместителя начальника штаба Балтийского флота по боевой подготовке — начальника боевой подготовки флота, а позже был назначен заместителем командующего Балтийским флотом.
В 1981 году был назначен начальником Черноморского высшего военно-морского училища им. П. С. Нахимова. В 1984 году ему было присвоено звание вице-адмирал. В должности начальника училища служил до 1987 года.
В 1987 году был уволен в отставку, с 1990 года работал старшим научным сотрудником филиала Центрального военно-морского музея крейсер «Аврора». Создал и руководил советом ветеранов — выпускников военно-морских подготовительных училищ.
Умер 4 октября 2004 года в Санкт-Петербурге.

## Награды
За время службы Г. Н. Авраамов был награждён 24 государственными наградами, в том числе:
- орденом Нахимова 2 степени (04.11.1981);
- орденом Отечественной войны 1 степени (23.02.1987);
- орденом Трудового Красного Знамени (1978);

медалями, в том числе:
- медалью Ушакова;
- медалью «За боевые заслуги» (1956);
- медалью «За оборону Ленинграда»;
- медалью «За победу над Германией в Великой Отечественной войне 1941—1945 гг.» (1946) и другими.

## Семья
Был женат на Эре Павловне, урождённой Тюньковой — дочери одного из первых советских гидрографов капитана 1 ранга Павла Александровича Тюнькова. В марте 1952 года в Ленинграде в семье Авраамовых родилась дочь Елена, впоследствии ставшая женой морского офицера. В 1960 году в Таллине у Георгия и Эры Авраамовых родился сын, названный в честь деда Николаем, ставший впоследствии морским офицером. Внуки Антон и Павел также, как дед и отец, окончили Санкт-Петербургский военно-морской институт (бывшее Высшее военно-морское училище имени М. В. Фрунзе) и стали морскими офицерами.

## Память
В 1981 году писатель-маринист Валентин Саввич Пикуль посвятил семье Авраамовых свою книгу «Три возраста Окини-сан», где в первых строках написал: «Супружеской чете Авраамовых — Эре Павловне и Георгию Николаевичу, в семье которых уже три поколения служат Отечеству на морях».